# Wolseley Eighteen
La Eighteen è un'autovettura di classe medio-alta prodotta dalla Wolseley nel 1935 e dal 1938 al 1948. Nel 1938 la vettura fu denominata 18/80.

## La prima Eighteen (1935)
La prima Eighteen, che venne prodotta solo nel 1935, aveva montato un motore in linea a sei cilindri e valvole in testa, da 2.299 cm³ di cilindrata. Il modello affiancò la Fourteen, anch'essa dotata di un motore a sei cilindri, ma di dimensioni più piccole.
È stata offerta con un solo tipo di carrozzeria, berlina quattro porte. Il modello raggiungeva una velocità massima di 111 km/h.

## La 18/80 (1938) e la seconda Eighteen (1939-1948)
Dopo due anni di pausa, fu introdotto un nuovo modello derivante dalla prima Eighteen, la 18/80. Come il modello predecessore, montava anch'esso un motore in linea a sei cilindri e valvole in testa. La cilindrata era però leggermente superiore, per la precisione da 2.322 cm³. Questo propulsore erogava 85 CV di potenza a 4.000 giri al minuto. La nuova vettura raggiungeva una velocità massima di 128 km/h e fu prodotta solo nel 1938.
Nel 1939 il modello cambiò nome in Eighteen. Il passo del telaio fu accorciato, mentre il motore, e la potenza erogata, rimasero immutati. Il veicolo raggiungeva una velocità massima di 123 km/h e venne offerto fino al 1948, quando fu sostituito dalla 6/80.
Entrambi i modelli sono stati offerti con un solo tipo di carrozzeria, berlina quattro porte.